# Yin Chengxin
Yin Chengxin (em chinês:  尹成昕; Wuhan, 5 de fevereiro de 1995) é uma nadadora sincronizada chinesa, medalhista olímpica. 

## Carreira
Yin representou seu país nos Jogos Olímpicos de 2016, ganhando a medalha de prata por equipes.